# Caso Van-Lou
Os crimes cometidos pelo engenheiro Wanderley Gonçalves Quintão e a estudante Maria de Lourdes Leite de Oliveira mais conhecidos como o Caso Van-Lou estão entre os crimes mais notórios do século XX no Brasil. Os assassinatos dos ex-namorados de Lourdes, ocorridos em 20 de de novembro e 3 de dezembro de 1974, receberam ampla cobertura da imprensa e causaram comoção popular.

## Assassinatos
Van e Lou, que pretendiam se casar, mas Wanderley estava atormentado com a "vida pregressa" de Lourdes, que incluía os ex-namorados Vantuil de Matos Lima e Almir da Silva Rodrigues. As mortes ocorreram nas areias da Barra da Tijuca, local que na época era deserto, e só foram desvendadas após longa investigação.

## Julgamento e prisão
O júri ocorreu no ano de 1979. Lourdes foi condenada a 20 anos de prisão e Wanderley a 15 anos.
Os acusados foram presos e ambos conseguiram liberdade condicional em 1982.

## Repercussão cultural
O caso inspirou o filme Beijo na Boca, dirigido por Paulo Sérgio Almeida,  e apresentado no programa Linha Direta Justiça, no dia 8 de maio de 2003.